# Wapen van Jacobswoude

Het wapen van Jacobswoude

Het wapen van Jacobswoude betreft het wapen van de voormalige Zuid-Hollandse gemeente Jacobswoude. De gemeente is in 1991 ontstaan uit een fusie tussen de gemeentes Leimuiden, Rijnsaterwoude en Woubrugge. De gemeente Jacobswoude is in 2009 opgegaan in de nieuw gevormde gemeente Kaag en Braassem.

## Geschiedenis
De gemeente Jacobswoude is vernoemd naar het verdwenen dorp Jacobswoude. Na de vorming van de gemeente kreeg deze twee ontwerpen voorgesteld door de Hoge Raad van Adel. Jacobswoude kreeg haar wapen door de Hoge Raad van Adel op 10 maart 1992 per Koninklijk Besluit nr. 92.000672 toegekend. Twee van de drie voorgaande gemeentes voerden een gelijk wapen: een blauw schild met daarop een gouden dwarsbalk en drie gouden wassenaars, het betrof de gemeentes Rijnsaterwoude en Woubrugge. Rijnsaterwoude zou de wassenaars als gezichtswassenaars gevoerd hebben om onderscheid te kunnen maken tussen de twee gemeentes. De Hoge Raad van Adel wenste de originele kleurstellingen van voor de toekenningen van de wapens in Rijkskleuren terug te geven aan het nieuwe wapen, echter de gemeente besloot om het nieuwe wapen in de Rijkskleuren te voeren omdat de voorgaande gemeentes blauw-gouden wapens voerden.
In het wapen van Jacobswoude is de onderste wassenaar als gezichtswassenaar uitgevoerd. Deze dwarsbalk en gouden wassenaars is gecombineerd met vier van de negen ruiten die de gemeente Leimuiden voerde. Deze vier ruiten staan symbool voor de vier dorpen in de gemeente Jacobswoude, te weten: Woubrugge, Rijnsaterwoude, Leimuiden en Hoogmade.
In 2009 is het wapen naar aanleiding van een gemeentelijke fusie buiten gebruik gesteld, het wapen is wel in zijn geheel teruggekomen in het wapen van de fusiegemeente Kaag en Braassem.

## Blazoenering
De blazoenering van het wapen luidde als volgt:
In azuur een dwarsbalk van goud, beladen met vier ruiten van azuur en vergezeld boven van twee wassenaars, beneden van een gezichtswassenaar, alles van goud. Het schild gedekt met een gouden kroon van vijf bladeren.
Het wapen bestond uit een blauw schild met een geheel gouden voorstelling, de zogenaamde Rijkskleuren. Op het schild een dwarsbalk met daaroverheen vier blauwe ruiten. Boven de dwarsbalk twee wassenaars en onder de dwarsbalk een gezichtswassenaar.

## Vergelijkbare wapens
De volgende wapens zijn vergelijkbaar met het wapen van Jacobswoude:

Wapen van Kaag en Braassem
Wapen van Woubrugge
Het wapen van Rijnsaterwoude
Wapen van Leimuiden